# 곤양향교
곤양향교(昆陽鄕校)는 대한민국 경상남도 사천시 곤양면 송전리에 있는 향교이다. 1983년 8월 12일 경상남도의 유형문화재 제221호로 지정되었다.

## 개요
향교는 훌륭한 유학자를 제사하고 지방민의 유학교육과 교화를 위하여 나라에서 지은 교육기관이다
처음 세워진 시기는 알 수 없으나 조선 순조 7년(1807)에 곤양군수 신오가 지금의 위치로 옮겼다. 향교내 건물들은 여러 차례 보수해서 현재의 모습에 이르고 있다.
공부하는 곳인 명륜당과 동·서재가 앞에 있고 사당인 대성전과 사당 출입문인 내삼문이 뒤에 있는 전학후묘의 형태이다. 그러나 특이하게도 대성전 좌우에 동·서 양무가 없고, 대성전의 위치 또한 명륜당 뒤의 오른쪽에 비스듬하게 세워져 있어 두 영역이 완전히 분리된 배치를 보이고 있다.
조선시대에는 국가로부터 토지와 전적·노비 등을 받아 학생들을 가르쳤으나 지금은 제사만 지내고 있다. 곤양지방 향토사연구의 귀중한 자료들을 많이 제공하고 있는 유서 깊은 곳이다.

## 참고 자료
- 곤양향교 - 국가유산청 국가유산포털